# 붉은부리흰죽지
붉은부리흰죽지(Netta rufina)는 기러기목 오리과의 조류이다.

## 생김새
수컷은 부리 전체가 붉은색이다. 머리는 정수리 부분이 제일 밝은 적갈색이고 등은 회갈색이다. 목부터 가슴, 꼬리덮깃은 검은색이다. 암컷은 부리 끝이 붉은색이다. 머리가 진한 갈색이고 몸통은 전체적으로 갈색이다. 얼굴은 흰색이다. 어린새는 생김새가 암컷과 비슷하지만 부리가 검은색이다.

## 서식지
주로 호수나 하천에서 생활을 한다. 유럽부터 중앙아시아까지 번식을 하고 지중해 연안, 북아프리카, 인도 등에서 월동한다. 월동지에서는 무리를 지어 생활한다. 한국에서는 중랑천, 주남저수지, 형산강, 금강 등에서 관찰기록이 있는 미조이다.